# Ка Кадене (Бергамо)
Ка Кадене је насеље у Италији у округу Бергамо, региону Ломбардија.
Према процени из 2011. у насељу је живело 46 становника. Насеље се налази на надморској висини од 887 м.